# エイトブリッジ
エイトブリッジは、チャッターボックス所属のお笑いコンビ。2014年結成。ワタナベコメディスクール12期生。メンバーの芸名である別府と篠栗は、それぞれの出身地からとったもの。

## メンバー
別府 ともひこ（べっぷ ともひこ、1990年7月9日  - ）（35歳）
ボケ担当。
芸名の「別府」は出身地の大分県別府市が由来。大分県立日出暘谷高等学校中退。通称「別府ちゃん」。
身長169cm、体重61kg。既婚。
男三人兄弟の末っ子。
英検5級、調理師免許を所持している。芸人になる以前は調理師として働いていた。
2016年頃、週刊少年ジャンプ編集部に自作漫画の原稿を持ち込んだ経験がある。
小学生時代から人を笑わせることが好きで、M-1グランプリでのアンタッチャブルや、くりぃむしちゅーのラジオ番組がきっかけでお笑いが好きになったという。
文字を書くのが苦手で、例として「じゃあ」を「じぁ」、「チェック」を「チッェク」と書き誤ったことがある。
相方・篠栗を「ぐり」と呼んでいる。
有田哲平（くりぃむしちゅー）の運転手をやっていたが、2020年3月を以て運転手を卒業した。
女子プロレスのファンで、スターダムの興行の生配信で実況ゲストを務めたことがある。
2024年5月、入籍を発表。

篠栗 たかし（ささぐり たかし、1986年3月3日  - ）（39歳）
ツッコミ・ネタ作り担当。
本名、岩崎 隆（いわさき たかし）。
芸名の「篠栗」は出身地の福岡県糟屋郡篠栗町が由来。高知大学教育学部卒業。
身長178cm、体重75kg。独身。
大学時代に小学校と中学校（社会科・体育）の教員免許を取得した。卒業後の2年間は会社員として働いたのち、脱サラして芸人に転身した。
容姿が照英に似ており、劇場では照英関係のものまねも披露している。
中学時代に『爆笑オンエアバトル』（NHK総合）へ夢中となり、これがきっかけでお笑い番組を数多く観るようになった。特にM-1グランプリでのブラックマヨネーズには衝撃を受けたという。
ワタナベコメディスクールで相方・別府と出会う。だが初対面時の別府には「とにかくうるせえ奴」だと思っており、あまり好きではない印象を持ったという。ワタナベコメディスクール在籍時は一人二役で漫才をする「一人漫才」を演じていた。
上田晋也（くりぃむしちゅー）の運転手をしている。

## 経歴
2人はワタナベコメディスクールの同期として知り合う（入学費がローンで組めたのでワタナベコメディスクールを選んだとのこと）。
ワタナベコメディスクール時代は歳の差がありすぎたこともあって、仲が悪かった訳ではないがあまり喋っていなかったという。その後は各々が別のコンビを組んでいたり、別府はピン芸人「焼き鳥ボーイ」（鉢巻に割烹着姿で「焼き鳥あるある」のネタを主にやっていた。当時はピンでやっていきたかったとのこと）でも活動していた。別府はホリプロコムに所属していた時期もある。
2014年9月1日、コンビ結成。なお、別府にとって当時はピンでやっていきたかった思いがあり、一度は結成の話を断っていた。旧コンビ名は「おちんぷりんちん」「ライフピュアポピー」「ぷりんちん」だった。
現在のコンビ名の由来は別府の好物である「八ツ橋」から。世話になっている有田から「下ネタを想起させるコンビ名は良くない!」とアドバイスされ、「くりぃむしちゅー」に倣って食べ物の名前に改めた。
かつてはアミー・パークに所属していたが、2019年4月1日よりナチュラルエイトへ移籍。同じ事務所のくりぃむしちゅーやマツコ・デラックスによる冠番組の前説を多く担当する。
ナチュラルエイト所属になって最初のM-1グランプリでは2回戦進出に終わり、この時は別府にとって節目の芸歴10年目だったため「準決勝まで行けなかったら辞めよう」と考えていたものの、「せっかく新しい事務所も決まったし、あと1年やってみよう」と篠栗に引き留められたという。
『おもしろ荘2020』にて優勝を果たす。M-1グランプリは2015年では1回戦敗退となるも2016〜2020年・2022年は2回戦進出、2021年では3回戦進出。
2021年1月14日、コンビ揃って新型コロナウイルスへの感染が判明し、その後は2人とも復帰。

## 芸風
篠栗のボケに別府がツッコミを入れようとするがどこかズレたツッコミしかできず、篠栗からツッコミ返されるというスタイルの漫才を主に演じる。
有田からは「バカな方がボケをやるのは普通過ぎるから、根本を変えた方がいい」とアドバイスを受け、ライブでポジションを変えてやってみると同じネタなのに以前より大きくウケるようになったという。

## 賞レース成績

### M-1グランプリ
出典
| 年度（回）       | 結果      | エントリー No. | 会場                   | 日程     |
| ---------------- | --------- | -------------- | ---------------------- | -------- |
| 2015年（第11回） | 1回戦敗退 | 175            | 新宿シアターモリエール | 8月24日  |
| 2016年（第12回） | 2回戦進出 | 209            | 雷5656会館ときわホール | 10月11日 |
| 2017年（第13回） | 2回戦進出 | 174            | 雷5656会館ときわホール | 10月7日  |
| 2018年（第14回） | 2回戦進出 | 190            | 雷5656会館ときわホール | 10月9日  |
| 2019年（第15回） | 2回戦進出 | 87             | 雷5656会館ときわホール | 10月18日 |
| 2020年（第16回） | 2回戦進出 | 2250           | よしもと有楽町シアター | 10月31日 |
| 2021年（第17回） | 3回戦進出 | 1335           | よしもと有楽町シアター | 11月2日  |
| 2022年（第18回） | 2回戦進出 | 88             | 雷5656会館ときわホール | 10月13日 |
| 2023年（第19回） | 2回戦進出 | 514            | 雷5656会館ときわホール | 10月26日 |
| 2024年（第20回） | 3回戦進出 | 2037           | KANDA SQUARE HALL      | 11月7日  |

### その他
- 2020年 おもしろ荘 優勝

## 現在レギュラー出演中の番組

### テレビ
- 上田ちゃんネル（2019年6月6日・20日、2020年1月 - テレ朝チャンネル1）
- ぶんぶん探検隊（2023年7月 - 、NHK大分放送局）不定期放送、別府のみ
- ゆ〜わくワイド「開店！キッチン別府ちゃん」コーナー（2024年1月 - 、TOS大分）別府のみ

### YouTubeチャンネル
- エフピコTV (2023年11月24日 - エフピコTV)[16]
- 夜8時までのパチばか!（実験ガーデンチャンネル、毎月8、18、28日、2025年5月8日 - ）

## 出演歴
- 太田上田 （2019年6月11日・18日、中京テレビ）
- ぐるナイ おもしろ荘 田中圭&吉高由里子爆笑!ブレイク間近芸人日本一早いネタ祭（2020年1月1日、日本テレビ）
- ヒルナンデス!（日本テレビ）別府のみ（中華料理担当）
  - VTR企画「サイコロレストラン」→「格安料理対決」
- ZIP!「キテルネ!」リポーター（2020年4月 - 2022年3月、日本テレビ）[17]
- やるんちゃんねる（OBS大分放送金曜日深夜0:15〜、2020年7月 - 2020年12月)

### ウェブテレビ
- イースタンVSウエスタン - ポジション争奪全速ターン!-（2022年6月12日、ABEMA）別府のみ[18]

### ネットラジオ
- エイトブリッジのヤキトリエルボー（GERA放送局、毎週水曜日20時放送、2020年6月 -  2022年1月）

### YouTubeチャンネル
- レキチャンTV (KADOKAWA最強歴史チャンネル、2021年7月31日 - 2022年1月22日) 別府のみ[19]
- 【タイマン】エイトブリッジ別府 vs トンツカタン森本(タイマン森本【トンツカタン森本】2024年7月27日)別府のみ
- 夜8時のパチばか!（実験ガーデンチャンネル、毎月8、18、28日、2022年6月18日 - 2023年10月28日、2024年6月8日 - 2025年4月28日）
- 崖スロ荘 4th（ガーデンチャンネル、毎週水・日更新、2024年10月24日 - 12月1日）篠栗のみ

### テレビドラマ
- くるり〜誰が私と恋をした?〜 第3話（2024年4月23日、TBS）（別府のみ）- 野沢拓   役[20]

## ライブ・舞台

### 単独ライブ
第一回単独ライブ「100%元気」（2024年8月18日、座・高円寺2）